# Куорри-Бей

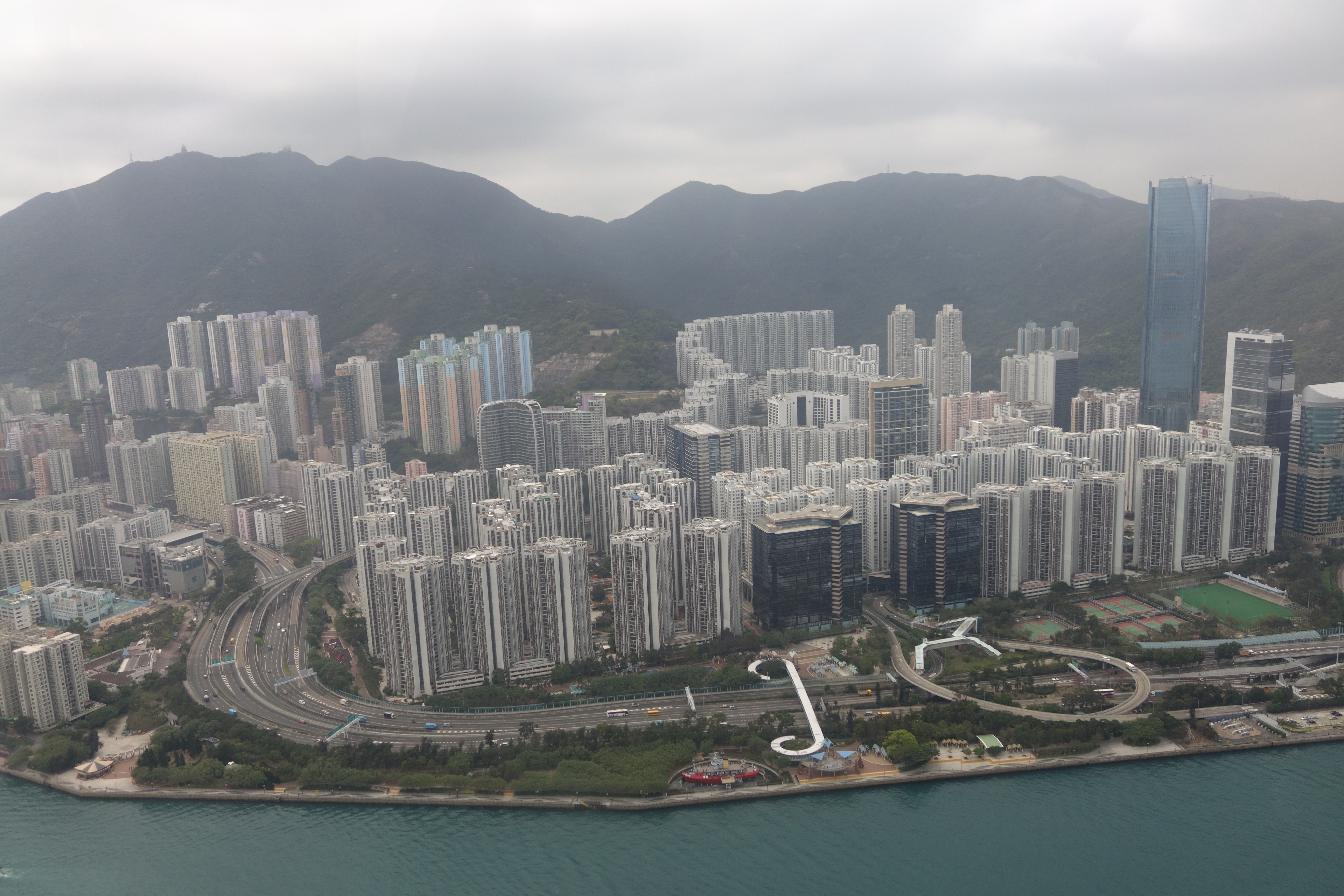
Куорри-Бэй и Тхайкусин

Куорри-Бэй (Quarry Bay, 鰂魚涌) — гонконгский район, входящий в состав Восточного округа. Расположен на северо-восточном побережье острова Гонконг, у подножия горы Маунт-Паркер. Преимущественно жилой и торговый район, в прошлом известный как промышленная зона. Западная часть Куорри-Бэй (возле района Норт-Пойнт) ранее была известна как Лайчхи (Lai Chi, 麗池).

## История
В колониальную эпоху в районе стали селиться каменщики народности хакка, которые обрабатывали камень из окрестных склонов, в дальнейшем использовавшийся при строительстве домов, дорог и волнорезов (деревня располагалась на берегу залива, откуда строительные материалы доставляли на небольших судах). Также этот район был известен как Tsak Yue Chung (鰂魚涌) или Arrow Fish Creek, так как здесь встречались золотые караси (鰂魚). Со временем залив исчез, а береговая линия в результате насыпных работ продвинулась вглубь моря примерно на 700 метров.

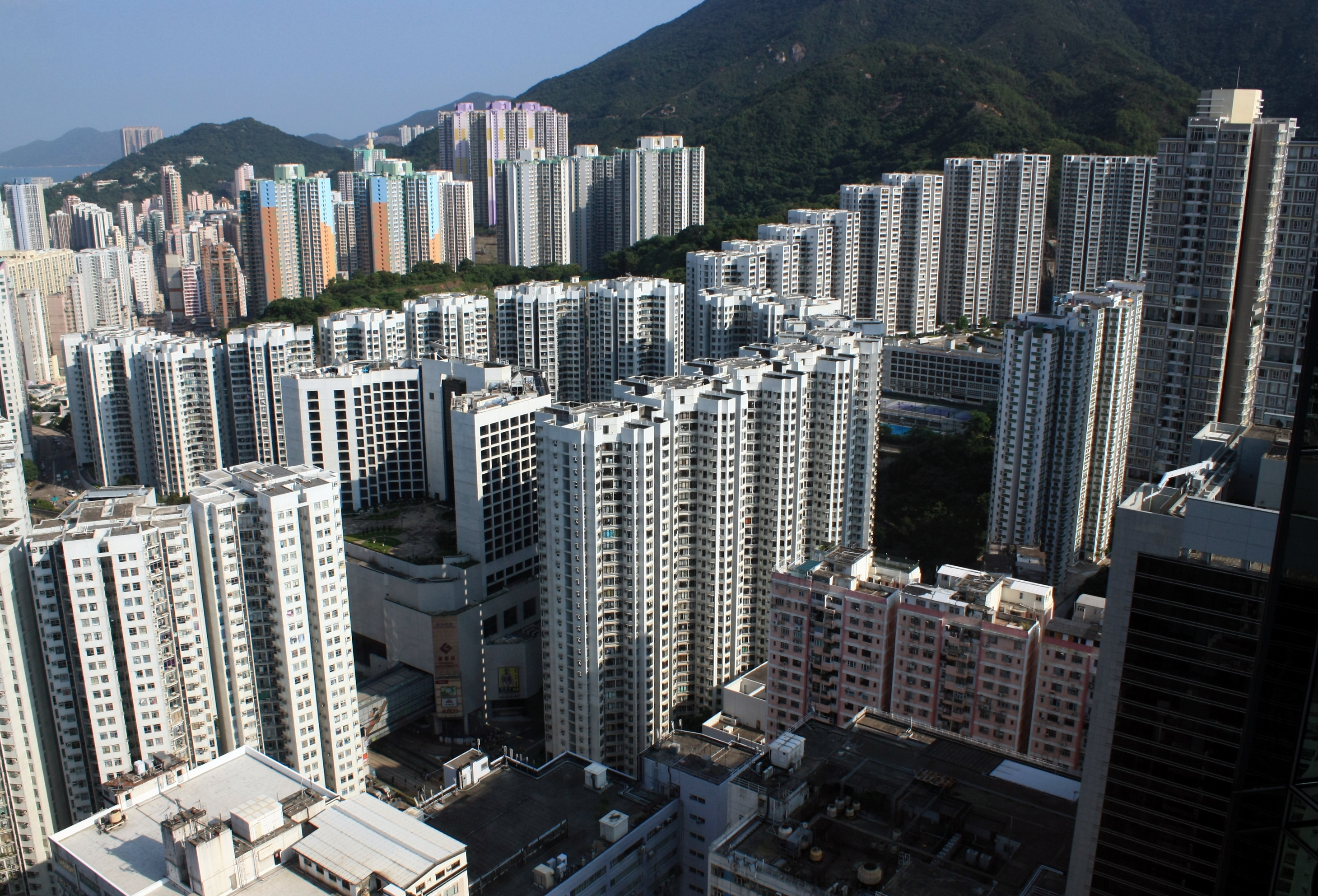
Корнхилл

Восточная часть Куорри-Бэй, известная как Куорри-Пойнт, в основном принадлежала британскому торговому дому Swire, поэтому многие топонимы района названы по китайскому имени компании — Тхайку или Taikoo (太古). Первоначально здешняя река впадала в залив, но позже была отрезана от моря в результате строительства водохранилища Тхайку. Оно поставляло пресную воду судостроительным верфям Тхайку (Taikoo Dockyard), сахарной фабрике Тхайку (Taikoo Sugar) и позже заводу прохладительных напитков Swire Coca-Cola. Верхняя часть реки была спрятана в бетонный водопровод, а на месте нижней части сейчас пролегает Куорри-Бэй-стрит (бывшее устье реки находилось на месте теперешнего пересечения Куорри-Бэй-стрит с Кингс-роуд).
В 1930-х годах приобрели популярность пляжи Куорри-Бэй. Во второй половине 1950-х годов в районе развернулось строительство многоквартирных жилых домов (многие из них в 1990-х годах были снесены и заменены современными домами). В 1970—1980-х годах в результате масштабных строительных работ на месте горных склонов и завода прохладительных напитков вырос 30-тысячный жилой комплекс Корнхилл (Kornhill), на месте водохранилища — жилой комплекс Маунт-Паркер-Лодж (Mount Parker Lodge), на месте судостроительных верфей и отвоёванной у моря территории — жилой район Тхайкусин (Taikoo Shing), а на месте сахарной фабрики — офисно-торговый комплекс Тхайку-плейс (TaiKoo Place).

## География

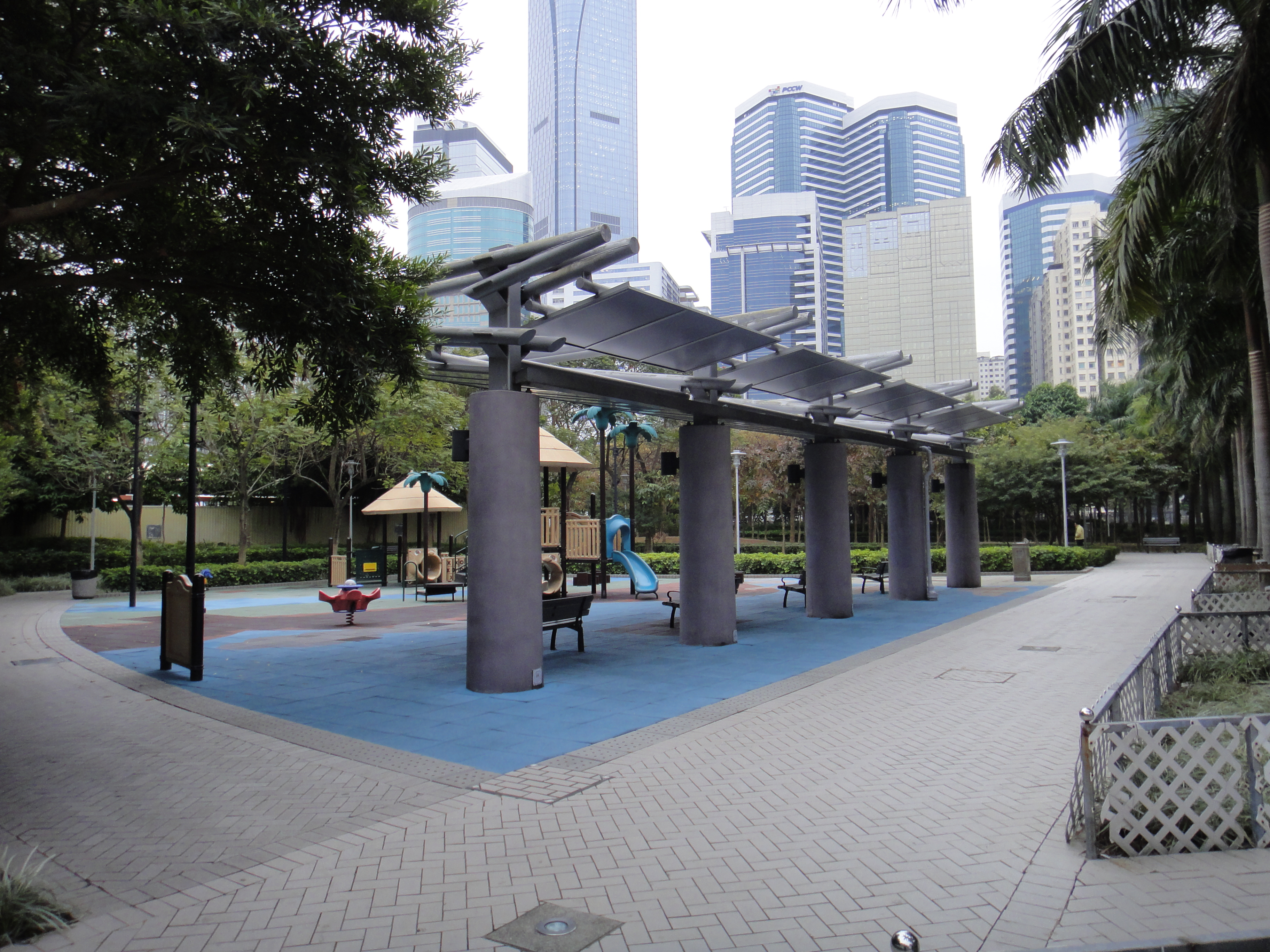
Тхайку-плейс

На западе Куорри-Бэй граничит с районами Норт-Пойнт и Бремар-Хилл, на юге — с районом Тайтам, на востоке — с районом Сайваньхо, с севера ограничен водами бухты Виктория и Коулунского залива. В пределах Куорри-Бэй отдельным анклавом расположен район Тхайкусин.
В южной части района расположены парк Тайтам-кантри и игровая площадка технического водохранилища Саукэйвань. Также в Куорри-Бэй находятся парк Куорри-Бэй (1-я и 2-я фазы), променад Куорри-Бэй, игровые площадки Хелти-виллидж, Пак-Фук-роуд и Джава-роуд.

## Религия
В Куорри-Бэй расположены Евангелическая общественная церковь острова Гонконг, китайская методистская церковь Норт-Пойнт.

## Экономика
В Куорри-Бэй расположено множество жилых комплексов, офисных зданий, отелей и торговых центров, в которых работает большинство занятых района. Среди крупнейших жилых комплексов — Model Housing Estate (1954—1979), Sunway Gardens (1975), Westlands Court (1985), Kornhill (Lower), построенный в 1986 году, Kornhill (Middle) и Kornhill (North), построенные в 1987 году, Parkvale (1990), Healthy Village Estate (1994—1998), The Orchards (2003). Девелоперами комплекса Kornhill выступают компании Hang Lung Properties, MTR Properties и New World Development.
Крупнейшим офисным комплексом является Taikoo Place (1984—2008), в состав которого входит и 298-метровый небоскрёб One Island East (девелопером комплекса является компания Swire Properties). В Taikoo Place располагаются штаб-квартиры многих информационных, телекоммуникационных, финансовых и рекламных компаний, в том числе PCCW и гонконгского отделения IBM. Среди других небоскрёбов выделяются Oxford House (165 м), Dorset House (163 м) и MLC Millennia Plaza (146 м).
Также в районе расположена штаб-квартира The Hong Kong and China Gas Company (Towngas). Главными торговыми центрами Куорри-Бэй являются рынок Норт-Пойнт, рынок Куорри-Бэй, Kornhill Plaza South, Kornhill Plaza North, Kornhill Shopping Complex и Aquarium Plaza. В районе расположены отели Grand Plaza и Harbour Plaza North Point.

## Транспорт

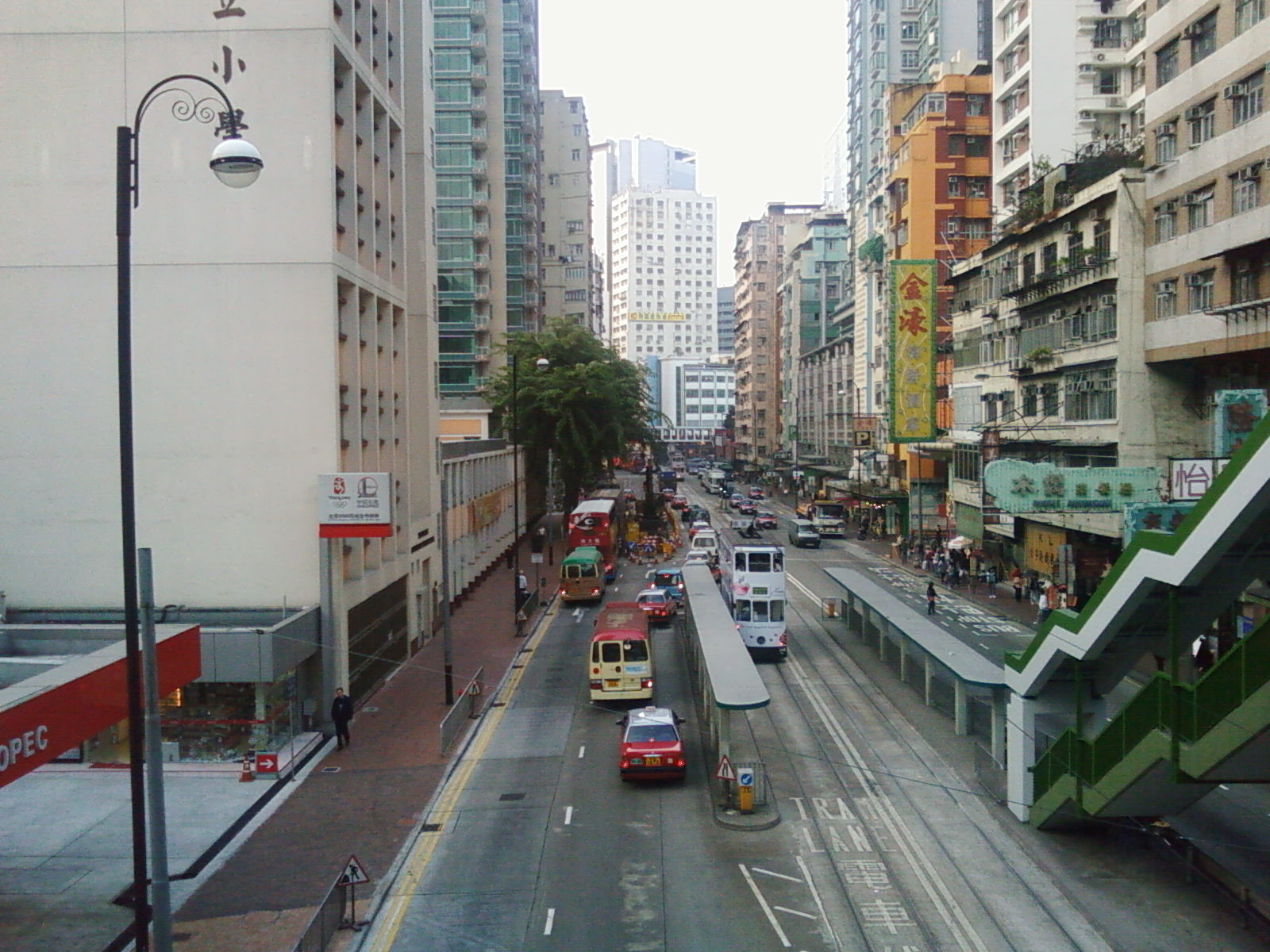
Кингс-роуд

Главными транспортными артериями Куорри-Бэй являются улицы Айленд-истерн-коридор, Кингс-роуд, Джава-роуд, Корнхилл-роуд и Грейг-роуд. В Куорри-Бэй находится южная оконечность 3,3-километрового автомобильного и железнодорожного туннеля Истерн-харбор-кроссинг, соединяющего Гонконг с Коулуном (открылся в 1989 году). Через район пролегают трамвайные линии, а также широкая сеть автобусных маршрутов (в том числе и микроавтобусов). Имеется несколько стоянок такси.
В районе расположены две оживлённые станции линии Айленд Гонконгского метрополитена — Куорри-Бэй и Тхайку, открывшиеся в 1985 году. Кроме того, в 2002 году станция Куорри-Бэй стала пересадочным узлом на линии Чёнкуаньоу. Станция Куорри-Бэй связана с офисными башнями комплекса TaiKoo Place системой пешеходных мостов с кондиционированным воздухом.
В 1892—1932 годах в Куорри-Бэй действовала канатная дорога (Mount Parker Cable Car), связывавшая гору Маунт-Паркер с верфями и сахарным заводом.

## Административные функции
В Куорри-Бэй расположены штаб-квартиры Независимой комиссии по борьбе с коррупцией (ICAC) и полиции Восточного округа.

## Культура и образование

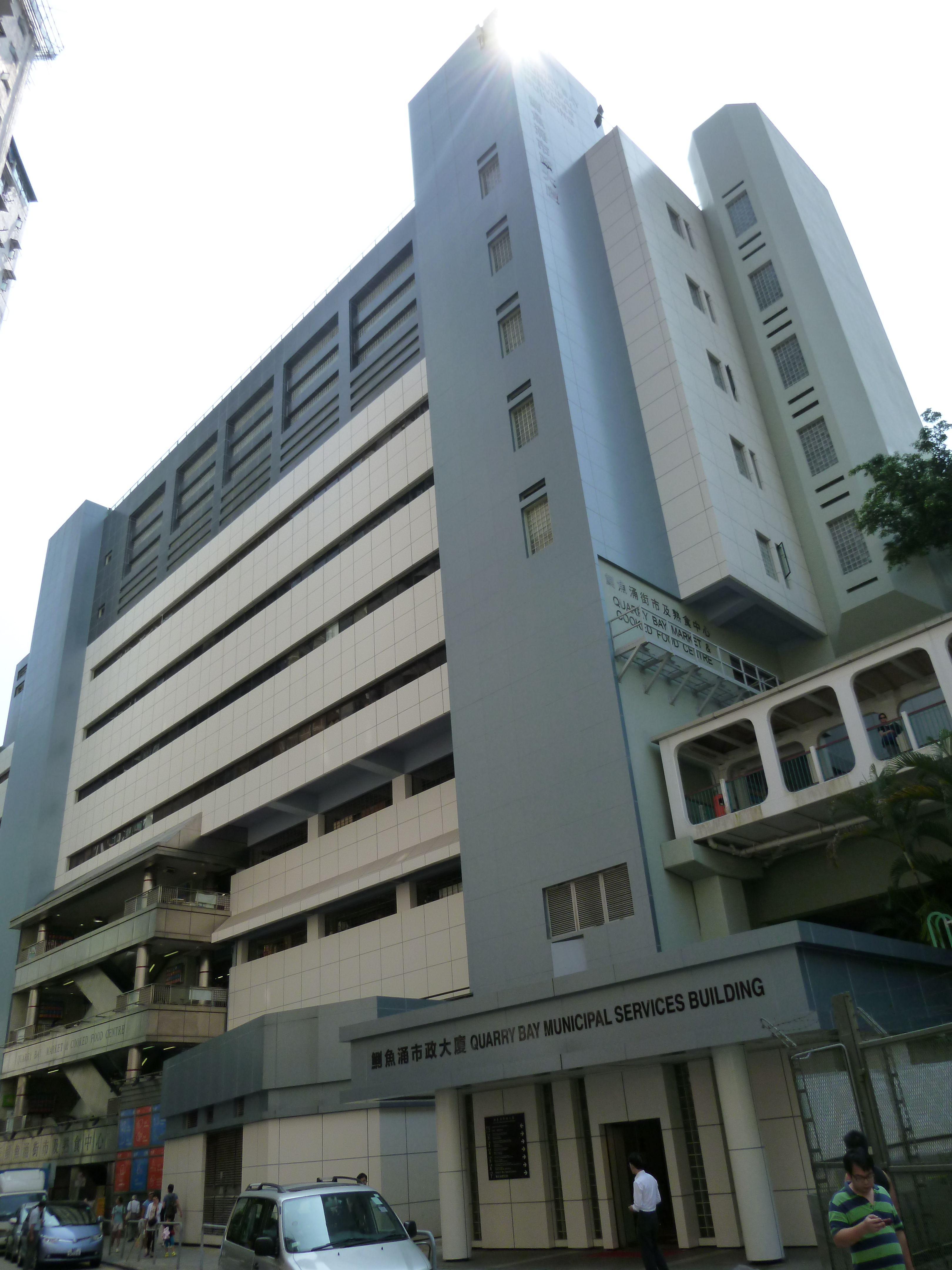
Здание муниципальных услуг Куорри-Бэй

В Куорри-Бэй базируются католический колледж Каносса, Шанхайская начальная школа, буддийская начальная школа Корнхилла Чхунва, начальная школа Тхайку, правительственная начальная школа Норт-Пойнт, китайская методистская школа Норт-Пойнт, китайская методистская школа Таннер-Хилл, католическая школа Каносса, несколько престижных детских садов, публичная библиотека при здании муниципальных услуг Куорри-Бэй, публичная библиотека Норт-Пойнт. В парке Куорри-Бэй находятся пожарный катер «Александр Грантэм», превращённый в музей, и выставочная галерея при нём, рассказывающая об истории пожаротушения в Гонконге.

## Здравоохранение
В районе расположены медицинский центр и клиника Энн Блейк.

## Спорт
В клубе отдыха Корнхилла и в других частных жилых комплексах имеются бассейны, корты для тенниса и сквоша, фитнес-центры. В парке Куорри-Бэй расположены футбольное поле, баскетбольные площадки, теннисные корты, фитнес-центр, дорожки для бега и пеших прогулок.